# Karen Gillon

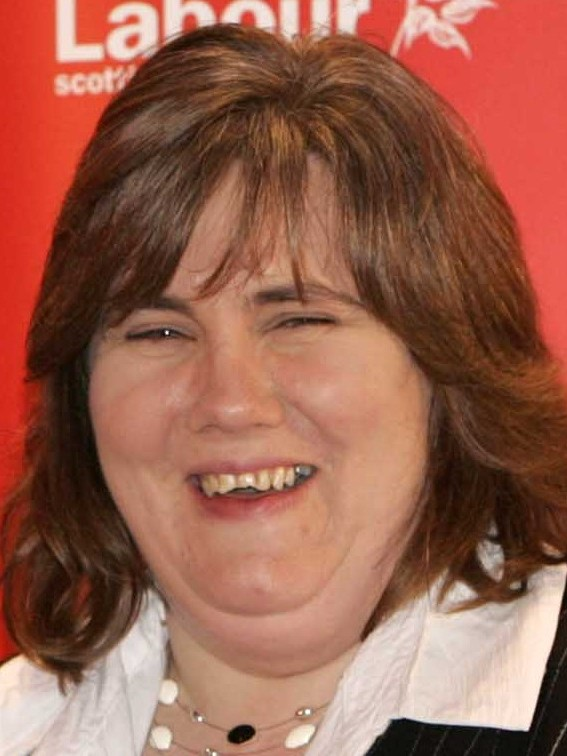
Karen Gillon

Karen Gillon, geborene Karen Turnbull, (* 18. August 1967 in Edinburgh) ist eine schottische Politikerin und Mitglied der Labour Party.

## Leben
Gillon besuchte die Jedburgh Grammar School und studierte anschließend an der Universität Birmingham. In den folgenden Jahren war sie in der Jugendarbeit, dann für öffentliche Bildungsprojekte tätig. Sie ist verheiratet und Mutter zweier Söhne und einer Tochter. Des Weiteren ist sie Mitglied der Gewerkschaft UNISON.

## Politischer Werdegang
Seit 1997 war Gillon für die Unterhausabgeordnete des Wahlkreises Airdrie and Shotts, Helen Liddell, tätig. Bei den ersten Schottischen Parlamentswahlen im Jahre 1999 trat Gillon erstmals zu Wahlen auf nationaler Ebene an. Mit deutlichem Vorsprung errang sie das Direktmandat ihres Wahlkreises Clydesdale und zog in das neugeschaffene Schottische Parlament ein. Bei den folgenden Parlamentswahlen 2003 und 2007 verteidigte sie ihr Mandat. Schließlich unterlag sie bei den Schottischen Parlamentswahlen 2011 der SNP-Kandidatin Aileen Campbell und schied aus dem Parlament aus.